# Anisopleura subplatystyla
Anisopleura subplatystyla – gatunek ważki z rodziny Euphaeidae.